# Eva Röse
Eva Charlotta Rocky Felländer Röse (Skärholmen, 16 oktober 1973) is een Zweedse acteur en presentator.

## Biografie
Eva Röse begon samen met Alice Bah Kuhnke en Johan Petersson als programmaleider voor de Disney Club van de Zweedse televisieomroep SVT en studeerde vervolgens aan de Theaterhogeschool in Stockholm. Ze studeerde in 1998 af en heeft sindsdien zowel rollen in films als in theatervoorstellingen gespeeld (Dramaten en het Stadstheater van Stockholm). Röse heeft tevens stemmen ingesproken voor diverse animatiefilms. Zij is sinds 2007 ambassadeur voor Unicef.
Eva Röse trad ook diverse malen op als master of ceremonies en presenteerde prijsuitreikingen op verschillende culturele evenementen, onder meer op het Augustgala en het Filmfestival van Stockholm. Op 19 september 2016 was zij de hoofdpersoon in een van de afleveringen van de door de SVT uitgezonden genealogiedocumentaire serie Vem tror du att du är? (Wie denk je dat je bent?) Daarin werd duidelijk dat zij nauw verwant is aan de Zweedse actrice Bibi Andersson en dat haar grootvader zich op Antarctica onderhield met de walvisvangst.
In België en Nederland is zij vooral bekend van haar rollen als Maria Wern in de gelijknamige serie en de hubot Niska in Äkta människor.
Röse is getrouwd met de Zweedse fotograaf en muzikant Jacob Felländer; zij hebben vier kinderen.

## Filmografie
Deze filmografie van Eva Röse bevat een selectie van haar werk voor televisie en een lijst met films waarin zij heeft geacteerd of de stem van een animatiefiguur heeft gedubd. De meeste van haar rollen betreft Zweedse werken.

### Tv
- 1986 – Isas fläta
- 1993 – Disneyklubben (presentator)
- 1994 – Rederiet
- 1995 – Knesset (panellid)
- 1995 – Anmäld försvunnen
- 1996 – De største helte
- 1997 – Chock (horrorserie)
- 1998 – Längtans blåa blomma
- 1998 – I.K. - Ivar Kreuger
- 2000 – Brott§våg
- 2001 – De Legende van Tarzan (stem van koningin La)
- 2003 – De drabbade
- 2004 – c/o Segemyhr
- 2004 – Creepschool
- 2007 – Hotell Kantarell
- 2008 – Sthlm
- 2008 – Maria Wern - Främmande fågel (naar het boek van Anna Jansson)
- 2010 – Kommissarien och havet (Der Kommissar und das Meer) - Ett liv utan lögner
- 2010 – Maria Wern - Stum sitter guden
- 2010 – Maria Wern - Alla de stillsamma döda
- 2011 – Solsidan
- 2011 – Maria Wern - Drömmar ur snö
- 2011 – Maria Wern - Må döden sova
- 2011 – Maria Wern - Svart fjäril
- 2011 – Maria Wern - Pojke försvunnen
- 2012 – Maria Wern - Inte ens det förflutna
- 2012 – Äkta människor (tv-serie)
- 2013 – Maria Wern - Drömmen förde dig vilse (tv-film)
- 2013 – Maria Wern - Först när givaren är död
- 2014 – Jättebästisar
- 2014 – Mia på Grötö
- 2005 – Partaj (Kanal 5)
- 2016 – Scenerna som förändrade filmen (presentator)
- 2016 – Jävla klåpare
- 2016 – Maria Wern - Min lycka är din
- 2016 – Maria Wern – De döda tiger
- 2016 – Maria Wern – Dit ingen når
- 2016 – Maria Wern – Smutsiga avsikter
- 2016 – Skolan (tv-serie)
- 2018 – Helt Perfekt (tv-serie)
- 2018 – Anders knackar på (tv-serie) (gast)
- 2018 – Maria Wern - Den eld som brinner
- 2018 – Maria Wern - Ringar på vattnet
- 2018 – Maria Wern - Viskningar i vinden
- 2018 – Maria Wern - Jord ska du åter vara
- 2018 – De dagar som blommorna blommar
- 2018 – Livet på Dramaten (live vanuit Dramaten)
- 2019 – Helt Perfekt
- 2019 – Renées brygga
- 2019 – Heder
- 2019 – Parlamentet
- 2019 – The Postcard Killings

### Films
- 1997 – Adam & Eva
- 1999 – Magnetisörens femte vinter (gebaseerd op het gelijknamige boek van
Per Olov Enquist)
- 2000 – The Miracle Maker
- 2001 – Leva livet
- 2001 – Blå måndag
- 2001 – Spy Kids (stem van miss Gradenko)
- 2003 – Kopps (Jessica)
- 2003 – Villmark/Vildmark (Dark Woods)
- 2004 – The Incredibles (stem van Mirage)
- 2004 – Komplett galen
- 2005 – Storm
- 2006 – Att göra en pudel
- 2006 – Göta Kanal 2
- 2006 – Ice Age: The Meltdown (stem van Ellie)
- 2006 – Mirakel
- 2008 – Bolt (stem van Mindy Parker)
- 2008 – Rallybrudar
- 2009 – Göta kanal 3
- 2009 – Ice Age: Dawn of the Dinosaurs (stem van Ellie)
- 2010 – Underkastelsen
- 2015 – Prästen i paradiset
- 2015 – The Paradise Suite
- 2018 – Innan vintern kommer

## Theaterrollen
Onderstaande lijst met toneelrollen van Eva Röse is nog incompleet.
| jaar | rol                        | productie                                    | regie              | theater                                                |
| ---- | -------------------------- | -------------------------------------------- | ------------------ | ------------------------------------------------------ |
| 1996 | Stalknecht                 | Puntila Bertolt Brecht                       |                    | Dramaten                                               |
| 1998 | Cathleen                   | Long Day's Journey into Night Eugene O'Neill |                    | Dramaten                                               |
| 1998 |                            | Speel niet met liefde Alfred de Musset       |                    | Dramaten                                               |
| 1999 | Kate                       | Vrouw als slagveld                           |                    | Dramaten                                               |
| 1999 | Klasse Klättermus          | Klasse klimmuis Thorbjörn Egner              |                    | Dramaten                                               |
| 2000 | Marianne (later Flipote)   | Tartuffe Molière                             |                    | Dramaten                                               |
| 2000 | Scout                      | Popcorn                                      |                    | Dramaten                                               |
| 2001 | Jacie Tretretre (JCF 3133) | Komisch talent Alan Ayckbourn                | Agneta Ehrenswaard | Dramaten                                               |
| 2002 | Jelena                     | Oom Vanja Anton Tsjechov                     | Thommy Berggren    | Stadstheater van Stockholm                             |
| 2002 | Charlotte                  | Dom Juan Molière                             |                    | Dramaten, Wereldtour (Nieuw-Zeeland, Hongkong, Italië) |
| 2003 | Margareth                  | Cat on a hot tin roof Tennessee Williams     |                    | Stadstheater van Stockholm                             |
| 2004 | Clea                       | Zwarte komedie Peter Shaffer                 |                    | Dramaten                                               |
| 2005 | Zij                        | Nachtwandeling Jonas Karlsson                | Emma Bucht         | Stadstheater van Stockholm                             |
| 2006 | Sally                      | When Harry met Sally Nora Ephron             | Emma Bucht         | Stadstheater van Stockholm                             |
| 2013 | Karen Wright               | De onschuldige Lillian Hellman               | Jenny Andreasson   | Dramaten                                               |
| 2017 | Ellida Wangel              | Vrouw uit de zee Henrik Ibsen                | Sofia Jupither     | Dramaten                                               |

## Externe links

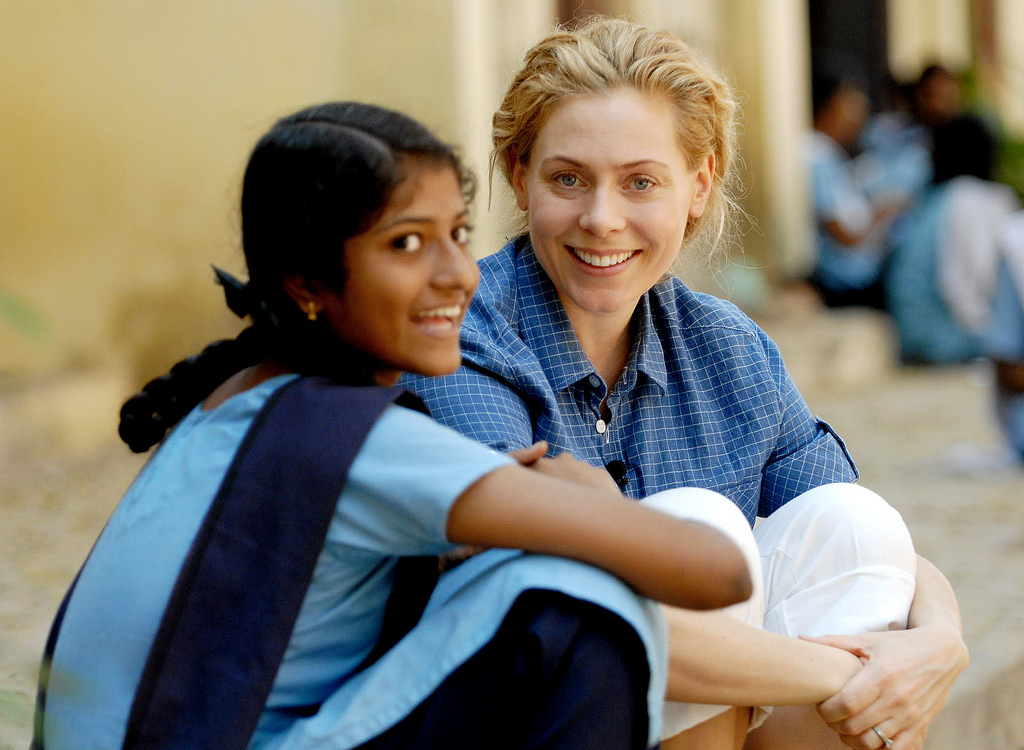
Röse in India